# Geolycosa nolotthensis
Geolycosa nolotthensis är en spindelart som först beskrevs av Simon 1910.  Geolycosa nolotthensis ingår i släktet Geolycosa och familjen vargspindlar. Inga underarter finns listade i Catalogue of Life.